# Antonio Biffi
Antonio Biffi fue un clavadista peruano que representó a su país en los Juegos Bolivarianos y en el Campeonato Sudamericano de Natación. Era hermano del futbolista Alfredo Biffi.

## Trayectoria
En el Campeonato Sudamericano de Natación de 1936 disputado en Uruguay logró la medalla de oro en saltos ornamentales en plataforma de 3 metros.
Participó en los Juegos Bolivarianos de 1947 donde logró el primer lugar en la prueba de saltos ornamentales en plataforma de 3 metros.